# Stachovice (železniční zastávka)
Stachovice jsou železniční zastávka na trati Suchdol nad Odrou – Fulnek. Nachází se ve vsi Stachovice.
Železniční zastávka Stachovice se nachází ve vesnici Stachovice poblíž domu č. p. 112. Je součástí integrovaného dopravního systému a cestujícím je na místě k dispozici přístřešek.